# سوئد در المپیک تابستانی ۱۹۷۲
سوئد در بازی‌های المپیک تابستانی ۱۹۷۲ که در شهر مونیخ آلمان غربی برگزار شد، کاروان سوئد با ۱۳۱ ورزشکار در این رقابت‌ها شرکت کرد و موفق به کسب ۱۶ مدال (۴ طلا، ۶ نقره، ۶ برنز) شد. در جدول رتبه‌بندی توزیع مدال‌ها، سوئد در ردهٔ ۱۱ مسابقات قرار گرفت.